# Bauhinia divaricata
Bauhinia divaricata är en ärtväxtart som beskrevs av Carl von Linné. Bauhinia divaricata ingår i släktet Bauhinia och familjen ärtväxter. Inga underarter finns listade i Catalogue of Life.

## Bildgalleri

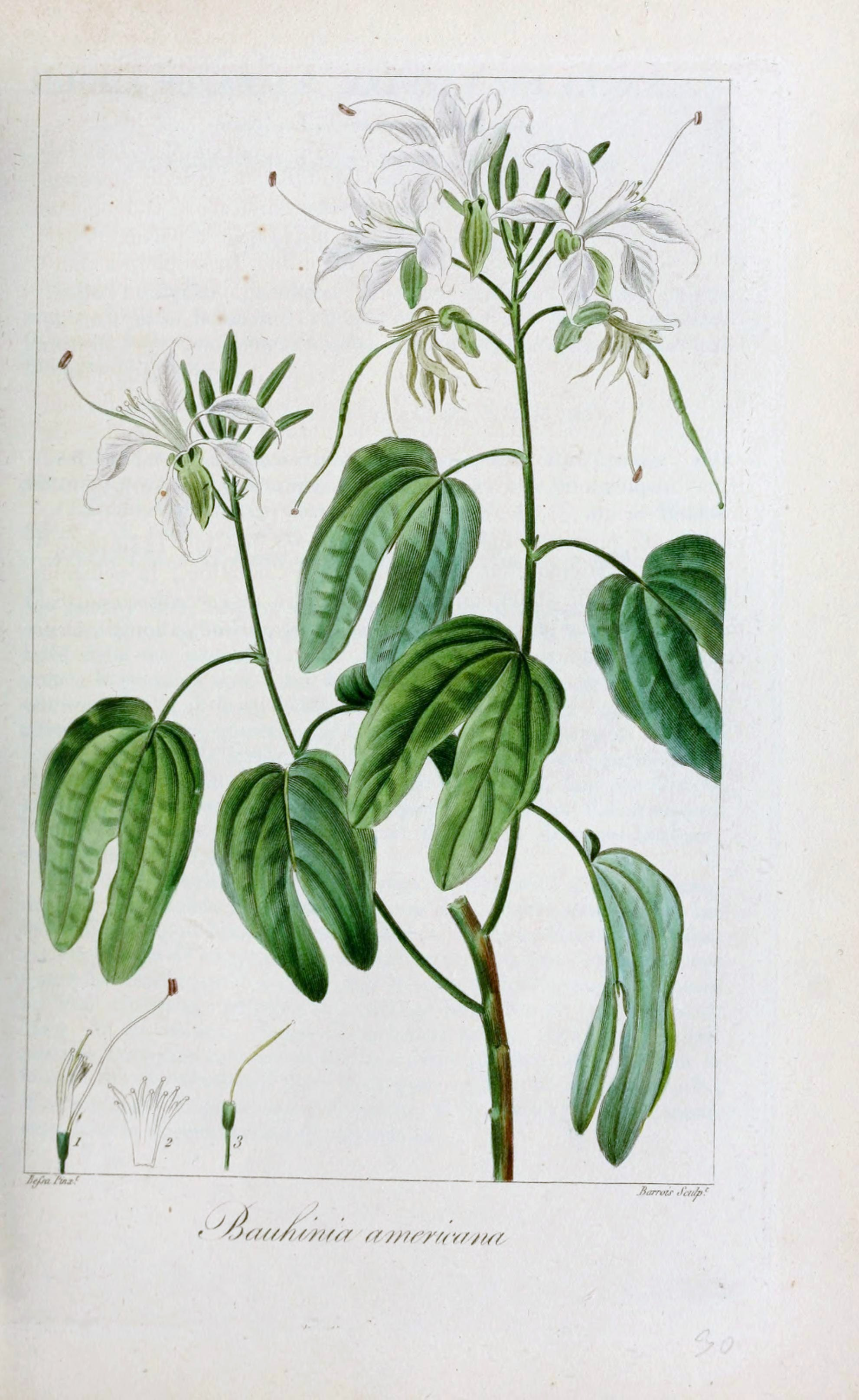
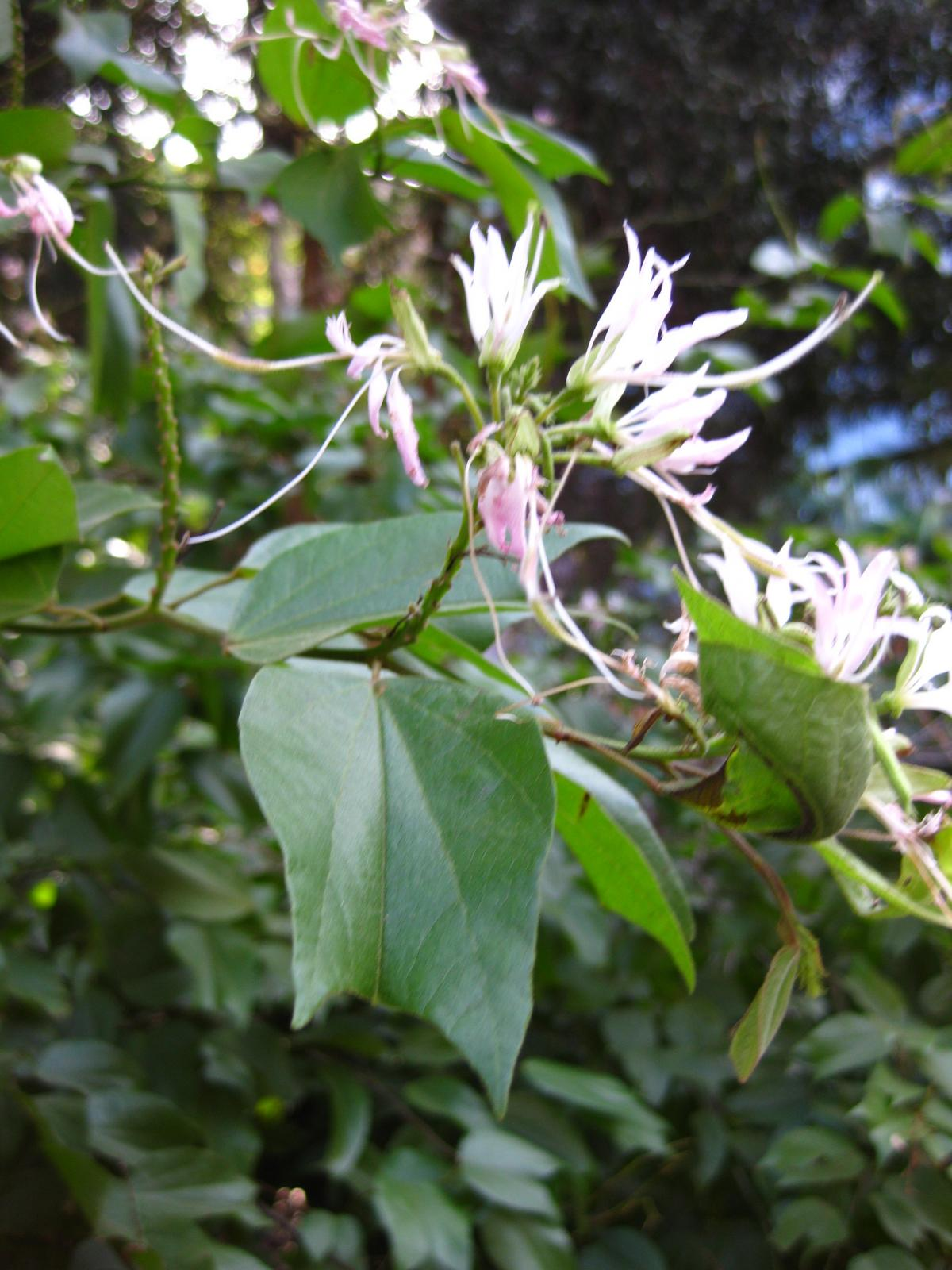